# Палмер (аэропорт)
Муниципальный аэропорт Палмер (англ. Palmer Municipal Airport; ИАТА: PAQ, ИКАО: PAAQ, FAA LID: PAQ) — государственный гражданский аэропорт, расположенный в 1,6 километрах к юго-востоку от центрального делового района города Палмер (Аляска), США.

## Операционная деятельность
Муниципальный аэропорт Палмер расположен на высоте 74 метров над уровнем моря и эксплуатирует три взлётно-посадочные полосы:
- 9/27 размерами 1102 х 23 метров с асфальтовым покрытием;
- 16/34 размерами 1832 х 30 метров с асфальтовым покрытием;
- 16S/34S размерами 1560 х 60 метров с гравийным покрытием.

В Муниципальном аэропорту Палмер базировались 227 воздушных судов, из которых 88 % — однодвигательные самолёты, 7 % — многодвигательные, 3 % — вертолёты и 2 % — глайдеры.